# Discosomaticus sturmi
Discosomaticus sturmi is een hooiwagen uit de familie Cosmetidae.